# 드라마 프리미어 23
드라마 프리미어 23(일본어: ドラマプレミア23)은 2021년 4월 5일부터 분기별로 매주 월요일 저녁 11시부터 11시 55분까지 방영하고 있는 연속 드라마 프레임이다.

## 개요
2021년 4월 개편에 의해 '월드 비즈니스 새틀라이트'가 기존의 23시대에서 22시대로 범위 이동을 위해, 매주 월요일 22:00 - 22:54에 방송되던 연속드라마 프레임 '드라마 프리미어 10'이 시간대를 바꾸는 형태로 새로운 틀의 형태로 설치되었다. 제1탄으로서 4월 5일부터 나카무라 토모야 주연으로 '커피 어떠세요'가 방송된 후에 5월 31일부터는 니시지마 히데토시 주연의 '셰프는 명탐정'이 방영되고 있다.
틀 이름 없는 드라마나 「드라마 프리미어 10」과 같이 제작 체제로서 제작 위원회 방식을 채용하고 있다.

## 편성 작품
| 작품명                            | 방송기간              | 출연진                              | 원작            | 비고   |
| 2021년                            | 2021년                | 2021년                              | 2021년          | 2021년 |
| --------------------------------- | --------------------- | ----------------------------------- | --------------- | ------ |
| 《커피 어떠세요?》                | 4월 5일 - 5월 24일    | 나카무라 토모야 외                  | 코나리 미사토   | 8부작  |
| 《셰프는 명탐정》                 | 5월 31일 - 8월 2일    | 니시지마 히데토시 외                | 콘도 후미에     | 9부작  |
| 《우키와 -우정 이상, 불륜 미만-》 | 8월 9일 - 9월 27일    | 카도와키 무기, 모리야마 나오타로 외 | 노무라 무네히로 | 8부작  |
| 《아닌 쪽의 그녀》                | 10월 11일 - 12월 27일 | 하마다 가쿠 외                      | 아키모토 야스시 | 12부작 |
| 2022년                            |                       |                                     |                 |        |
| 《유튜버에 딸은 안 줘!》          | 1월 27일 - 3월 28일   | 사사키 노조미 외                    | 아키모토 야스시 | 10부작 |
| 《키치조지 루저스》               | 4월 11일 - 6월 27일   | 마스다 타카히사 외                  | 아키모토 야스시 | 12부작 |
| 《붉은 너스 콜》                  | 7월 - 9월             | 사토 쇼리 외                        | 아키모토 야스시 | 12부작 |
| 《경시청 고찰 1과》               | 10월 - 12월 26일      | 후나고시 에이이치로 외              | 아키모토 야스시 | 12부작 |
| 2023년                            |                       |                                     |                 |        |
| 《더 카포 하지 않을래요?》        | 1월 16일 - 3월 27일   | 다케다 테츠야, 미즈키 아리사 외     | 아키모토 야스시 | 10부작 |
| 《소란스럽게 밥》                 | 4월 19일 - 5월 29일   | 마에다 아츠코, 와타베 아츠로 외     | 오카자키 마리   | 8부작  |
| 《안녕, 아름다운 날》             | 6월 12일 - 7월 31일   | 야마시타 미즈키, 스즈키 진 외       | 茜田千          | 8부작  |
| 《야와오와 타카코》               | 8월 7일 - 9월 25일    | 미우라 쇼헤이, 마에다 레나 외       | 長田亜弓        | 8부작  |
| 《거북한 언니와 교활한 여동생》   | 10월 - 12월           | 쿠리야마 치아키, 바바 후미카 외     | 코바야시 리에코 | 진행작 |

## 방영 시간
| 방송대상지역  | 방송국               | 계열         | 방영일시（JST）      | 연계 편성 | 비고 |
| ------------- | -------------------- | ------------ | -------------------- | --------- | ---- |
| 간토 광역권   | TV 도쿄（TX）        | TV 도쿄 계열 | 월요일 23:06 - 23:55 | 제작국    |      |
| 홋카이도      | TV 홋카이도（TVh）   | TV 도쿄 계열 | 월요일 23:06 - 23:55 | 동시 편성 |      |
| 아이치현      | TV 아이치（TVA）     | TV 도쿄 계열 | 월요일 23:06 - 23:55 | 동시 편성 |      |
| 오사카부      | TV 오사카（TVO）     | TV 도쿄 계열 | 월요일 23:06 - 23:55 | 동시 편성 |      |
| 세토우치 지방 | TV 세토우치（TSC）   | TV 도쿄 계열 | 월요일 23:06 - 23:55 | 동시 편성 |      |
| 후쿠오카현    | TVQ 규슈 방송（TVQ） | TV 도쿄 계열 | 월요일 23:06 - 23:55 | 동시 편성 |      |
| 기후현        | 기후 방송（GBS）     | JAITS 계열   | 월요일 23:06 - 23:55 | 동시 편성 |      |
| 시가현        | 비와코 방송（BBC）   | JAITS 계열   | 월요일 23:06 - 23:55 | 동시 편성 |      |
| 나라현        | 나라 TV 방송（TVN）  | JAITS 계열   | 월요일 23:06 - 23:55 | 동시 편성 |      |
| 와카야마현    | TV 와카야마（WTV）   | JAITS 계열   | 월요일 23:06 - 23:55 | 동시 편성 |      |

- Paravi, 히카리TV에서는 각 방송 종료후부터 정액 무제한으로 시청 가능.
- 인터넷도 테레토(공식 사이트, TVer, GYAO!, 니코 채널)에서 지상파 방송 종료 후 최신회가 무료로 시청 가능.

## 같이 보기
- 드라마 Biz
- 드라마 프리미어 10